# Alfred Klemm (Chemiker)
Alfred Klemm (* 15. Februar 1913 in Leipzig; † 23. Februar 2013 in Mainz) war ein deutscher Chemiker.

## Leben

### Familie und Ausbildung
Der evangelisch getaufte gebürtige Leipziger Alfred Klemm, Sohn des Verlegers Wilhelm Klemm sowie dessen Ehefrau Erna, geborene Kröner, Tochter des Verlegers Alfred Kröner, legte sein Abitur am Lyceum Alpinum Zuoz im Oberengadin ab. Im Anschluss wandte er sich dem Studium der Chemie an der Universität München zu, das er mit der Promotion zum Dr. rer. nat. abschloss.
Alfred Klemm heiratete 1939 Hannelore Rothe († 2014). Aus dieser Ehe entstammten die Kinder Silvia, Michael, Alfred, Tamina, Ebba, Aja, Imma (Ehefrau von Hanns-Josef Ortheil) und Albrecht. Alfred Klemm verstarb im Februar 2013 knapp nach Vollendung seines 100. Lebensjahres.

### Beruflicher Werdegang
Nach seinem Studienabschluss wurde Alfred Klemm am 1. Mai 1939 Mitarbeiter der Kaiser-Wilhelm-Gesellschaft und trat eine Stelle als wissenschaftlicher Mitarbeiter am Kaiser-Wilhelm-Institut für Chemie in Berlin-Dahlem an. Sie führte ihn nach der kriegsbedingten Zerstörung des Instituts 1944 nach Tailfingen und 1949 nach Mainz. 1954 habilitierte er sich als Privatdozent für das Fach Physikalische Chemie an der Universität Mainz, dort erfolgte 1958 seine Ernennung zum außerplanmäßigen Professor. In den 1950er-Jahren arbeitete Alfred Klemm als Gast an der Technischen Hochschule Chalmers im schwedischen Göteborg. Am 29. Mai 1958 wurde Klemm zum Wissenschaftlichen Mitglied der Max-Planck-Gesellschaft berufen und Co-Leiter des Max-Planck-Institut für Chemie (Otto-Hahn-Institut) in Mainz. 1981 wurde er emeritiert. 
1945 war er mit Hans Friedrich-Freksa Mitgründer, später Herausgeber der Zeitschrift für Naturforschung.
Nach dem Ende seiner wissenschaftlichen Laufbahn trat Alfred Klemm 1982 als Wiederbegründer der Dieterich’schen Verlagsbuchhandlung hervor, die sich von 1928 bis 1956 im Besitz seines Vaters befunden hatte.

### Wissenschaftliche Erfolge
1944 entdeckte Klemm mittels Massenspektrometrie eine Isotopentrennung an Silber, das in festem Silberjodid elektronisch gewandert war. 1947 fanden er und seine Mitarbeiter heraus, dass der Effekt auch in geschmolzenen Salzen zu erkennen ist. In Kooperation mit dem theoretischen Physiker Ludwig Waldmann, ebenfalls Wissenschaftliches Mitglied am MPI für Chemie, wies er in gaskinetischen Experimenten nach, dass mithilfe der Thermodiffusion nicht nur Isotope getrennt werden können, sondern auch Moleküle, die sich nur durch ihr Trägheitsmoment unterscheiden. Klemms Forschungsarbeiten fanden in dem Ausdruck „The Klemm method“, die ein Verfahren zur Isotopenanreicherung beschreibt, ihren dauerhaften Niederschlag in der Wissenschaft.

## Publikationen (Auswahl)
- Kataphorese von Gasblasen, Dissertation, Hirzel, Leipzig 1938.
- Thermodynamik der Transportvorgänge in Ionengemischen und ihre Anwendung auf isotopenhaltige Salze und Metalle, Habilitationsschrift, Mainz 1954.
- Heinrich Biltz: Experimentelle Einführung in die Unorganische Chemie. Veit & Comp., Leipzig, später W. de Gruyter, Berlin [u. a.] 1. Auflage 1898, 20. Auflage 1938, später fortgeführt von Wilhelm Klemm und Werner Fischer.
- Geschmolzene Salze. In: Jahrbuch der Max-Planck-Gesellschaft 1965, S. 119–134.